# Liste öffentlicher Bücherschränke in Tirol
Dieser Artikel enthält öffentliche Bücherschränke in Tirol und erhebt keinen Anspruch auf Vollständigkeit.

## Statistik
Derzeit sind in Tirol 20 öffentliche Bücherschränke erfasst (Stand: 8. Nov. 2024).

## Liste öffentlicher Bücherschränke gereiht nach Gemeinde
| Bild | Ausführung   | Gemeinde                      | Bezirk         | Seit          | Anmerkung | Lage                                                                          |
| --- | ------------ | ----------------------------- | -------------- | ------------- | --- | ----------------------------------------------------------------------------- |
| | Telefonzelle | Absam, Ortsteil Dorf          | Innsbruck-Land | Sep. 2022     | Die von den örtlichen Grünen initiierte und von Jugendlichen des Jugendzentrums „Sunnseitn“ bemalte Bücherzelle steht in der Nähe des Matschgerer-Denkmals bei der Bushaltestelle „Absam Dorf“ (Steig B) gegenüber einer Trafik | ⊙ Dörferstraße 40, 6067 Absam                                                 |
| | Telefonzelle | Absam, Ortsteil Eichat        | Innsbruck-Land | Sep. 2022     | Die von den örtlichen Grünen initiierte und von Jugendlichen des Jugendzentrums „Sunnseitn“ bemalte Bücherzelle steht bei der Volksschule Absam-Eichat | ⊙ Daniel Swarowski-Strasse 43, 6067 Absam                                     |
| | Telefonzelle | Breitenwang                   | Reutte         | 2. Okt. 2014  | Die von der örtlichen Bücherei betreute Bücherzelle befindet sich vor dem Gemeindeamt beim Bachweg in der Grünanlage des örtlichen Veranstaltungszentrums. | ⊙ Max-Kerber-Platz 1, 6600 Breitenwang                                        |
| | Telefonzelle | Hall in Tirol                 | Innsbruck-Land | 2018          | Die Bücherzelle mit dem Namen „Schenkschachtel – Bücher- und Informations Tauschbörse für die Untere Lend“ in der Anna-Dengel-Siedlung im Haller Stadtteil Untere Lend ist eine Initiative von Gabi Demetz (Stadtbücherei), Regina Fischer (JAM – Jugendarbeit Mobil), Sandra Weger (KOMM ENT HALL – KOMMunikation und ENTwicklung in HALL) und Claudia Oberhauser (TAfIE – Tiroler Arbeitskreis für integrative Entwicklung) | ⊙ Höhe Anna-Dengel-Straße 10, 6060 Hall in Tirol                              |
| | Bücherregal  | Innsbruck – Allerheiligen     | Innsbruck      | 2020          | Die Bücherei 24/7 steht direkt neben dem Eingang der Öffentlichen Bücherei Allerheiligen.https://www.allerheiligen.bvoe.at/ | ⊙ St. Georgsweg 15                                                            |
| Bücherzelle Kematen in Tirol | Telefonzelle | Kematen in Tirol              | Innsbruck-Land | 2020          | Die Bücherzelle sowie Bänke und ein Tisch zum Lesen befinden sich auf dem kleinen Platz vor dem Eingang zur Volksschule. | ⊙ Ecke Bahnhofstraße/Burghofweg, 6175 Kematen in Tirol                        |
| | Bücherregal  | Kirchbichl                    | Kufstein       |               | Bücherregal (und zwei Bücherkisten) mit Bookcrossing-Zone im Foyer der Raiffeisen Bezirksbank (Raika) Kufstein, Bankstelle Kirchbichl. | ⊙ Ulricusstraße 5, 6322 Kirchbichl                                            |
| | Telefonzelle | Kössen                        | Kitzbühel      | 2020          | Erwachsenenschule Kaiserwinkl | ⊙ Lendgasse 12, 6345 Kössen beim Eingang zur Erwachsenenschule und Computeria |
| | Vitrine      | Landeck, Stadtteil Angedair   | Landeck        |               | Das „Bücherschaufenster“ befindet sich am unteren Ende der Haag-Stiege, welche die Maisengasse mit der Malserstraße verbindet. | ⊙ Kirchgassl 1, 6500 Landeck                                                  |
| | Bücherregal  | Mariastein                    | Kufstein       |               | Das Bücherregal steht neben dem Innenhof der Wallfahrtskirche in einem Gewölbe beim östlichen Zugang zum Schloss Mariastein | ⊙ Mariastein 1, 6324 Mariastein                                               |
| Bild gesucht Die Wikipedia wünscht sich an dieser Stelle ein Bild vom hier behandelten Ort. Weitere Infos zum Motiv findest du vielleicht auf der Diskussionsseite . Falls du dabei helfen möchtest, erklärt die Anleitung , wie das geht. BW | Telefonzelle | Unterleutasch OT von Leutasch | Innbrück Land  |               | Der Bücherschrank in der Telefonzelle befindet sich in Burggraben neben dem Gasthof zur Brücke | ⊙ Burggraben 257, 6105 Leutasch                                               |
| | Bücherbaum   | Nassereith                    | Imst           | 2018          | Der Bücherbaum befindet sich mindestens seit dem Jahr 2018 bei der Volksschule im Aloys-Sprenger-Park. | ⊙ Schulgasse 37-Sachsengasse 66/2, 6465 Nassereith                            |
| | Telefonzelle | Niederndorf                   | Kufstein       |               | Der Offene Bücherschrank befindet sich neben der Volksschule. | ⊙ Bergstraße 34, 6342 Niederndorf                                             |
| | Bücherregal  | Pfaffenhofen                  | Innsbruck-Land |               | Das Offene Bücherregal befindet sich im Gemeindezentrum; zugänglich während der Öffnungszeiten (Stand Juli 2024): Montag von 08.00 bis 12.00h und von 17.00 bis 19.00h, Dienstag bis Freitag von 08.00 bis 12.00h. | ⊙ Lehngasse 1, 6405 Pfaffenhofen                                              |
| | Bücherregal  | Pill                          | Schwaz         | 2014          | „Piller Bücherschrank“, initiiert durch die Erwachsenenschule Pill, einfaches Regal aus Holz im Vorraum zu den öffentlichen Toiletten | ⊙ Auweg 2, 6136 Pill                                                          |
| | Holzregal    | Polling in Tirol              | Innsbruck-Land | 2019          | Im Eingangsbereich zum Gemeindeamt Polling i. Tirol | ⊙ Polling in Tirol 107                                                        |
| | Telefonzelle | Schwaz                        | Schwaz         | 11. Juli 2018 | Die „Bücherzelle“ (eine umgebaute Telefonzelle, die ursprünglich in der Dr.-Psenner-Straße stand) wurde als dritter Schwazer Standort für Büchertausch von der Leiterin der Stadtbücherei Kathrin Wex initiiert | ⊙ Mathoi-Garten (gegenüber der Franz-Ullreichstraße 3), 6130 Schwaz           |
| | Bücherregal  | Schwaz                        | Schwaz         |               | Der von Kathrin Wex initiierte und im August 2021 neugestaltete Offene Bücherschrank befindet sich im Eingangsbereich des Schwazer Erlebnisschwimmbads und ist während der Öffnungszeiten zwischen Mai und September täglich von 08.00 bis 20.00h zugänglich (Stand Sommer 2022) | ⊙ Innsbruckerstraße 72, 6130 Schwaz                                           |
| | Bücherregal  | Telfs                         | Innsbruck-Land |               | Das Tauschregal der Bücherei & Spielothek Telfs befindet sich im Erdgeschoß des Einkaufszentrums „Inntalcenter“ zwischen der Parfumerie „Tachezy“ und dem Bekleidungsgeschäft „H&M“; zugänglich während der Öffnungszeiten (Stand November 2023): Montag bis Freitag 07.30 bis 19.00h sowie samstags 07.30 - 18.00h | ⊙ Weißenbachgasse 9, 6410 Telfs                                               |
| | Telefonzelle | Trins                         | Innsbruck-Land | 2016          | „Bücherzelle“, ein Projekt des Jugendforums Trins | ⊙ Dorfplatz                                                                   |
| | Telefonzelle | Wattens                       | Innsbruck-Land | 2021          | Die von Angelika Lehar betreute „Bücherbox Wattens“ steht in der Nähe der Marienkirche im Naturpark beim Seniorenzentrum Kirchfeld. | ⊙ Egger-Lienz-Straße 10, 6112 Wattens                                         |